# Nathan Knight

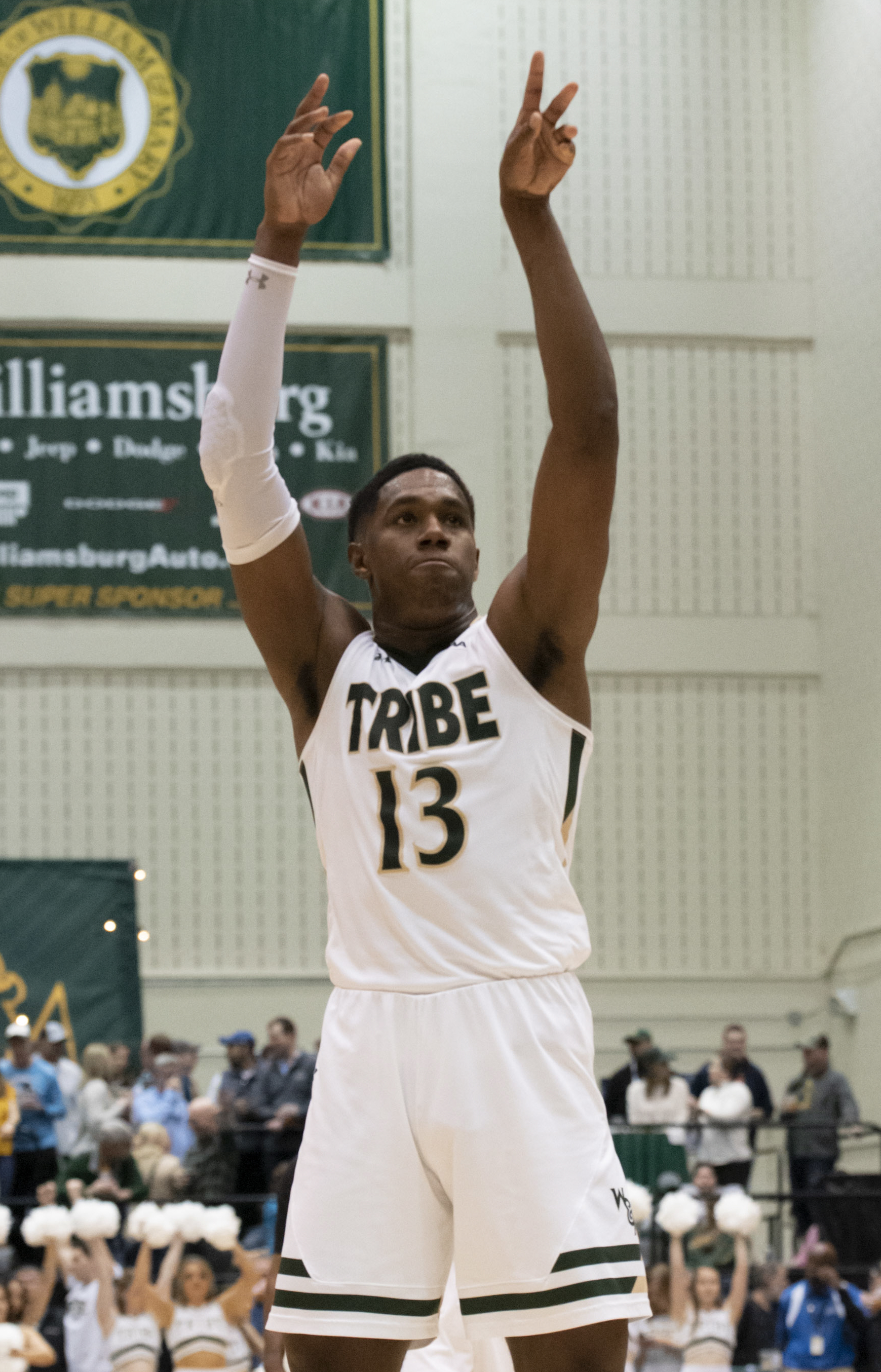
Nathan Knight, 2020.

Nathan Solomon Kapahukula Knight, född 20 september 1997 i Syracuse i New York, är en amerikansk professionell basketspelare (PF/C) som spelar för Boston Celtics i National Basketball Association (NBA). Han har tidigare spelat för Atlanta Hawks och Minnesota Timberwolves.
Knight blev aldrig NBA-draftad.
Innan han blev proffs studerade Knight på College of William & Mary och spelade för deras idrottsförening William & Mary Tribe.